# Wyhnanka (obwód żytomierski)
Wyhnanka (ukr. Вигнанка) – wieś na Ukrainie, w obwodzie żytomierskim, w rejonie lubarskim, nad Słuczem. W 2001 roku liczyła 693 mieszkańców.
Na terytorium Wyhnanki i położonej po przeciwnej stronie Słucza, sąsiedniej Prowaliwki odnaleziono ślady osadnictwa kultury późnotrypolskiej, a także pozostałości po dwóch osadach z okresu scytyjskiego i osiedlu kultury czerniachowskiej. Pierwsza wzmianka o miejscowości pochodzi z 1798 roku. W czasach radzieckich w Wyhnance znajdowała się siedziba kołchozu im. Ołeksandra Parchomenki.